# Girl vs. Monster
Girl Vs. Monster (bra: Garota Vs. Monstro / Skylar: A Garota Destemida) é um telefilme original da Disney Channel de 2012, dirigido por Stuart Gillard e protagonizado por Olivia Holt.

## Elenco
- Olivia Holt como Skylar Lewis
- Brendan Meyer como Henry
- Kerris Dorsey como Sadie
- Katherine McNamara como Myra Santelli
- Tracy Dawson como Deimata
- Luke Benward como Ryan Dean
- Brian Palermo como Steve Lewis
- Adam Chambers como Cobb
- Jennifer Aspen como Julie Lewis

## Recepção
Nos EUA, Girl vs. Monster estreou em 12 de outubro de 2012 com 5 milhões de telespectadores, sendo a maior audiência do dia no Disney Channel.